# Mauritstoren
De Mauritstoren is een toren aan de westzijde van het Binnenhof (Den Haag). Hij is omstreeks 1600 gebouwd in opdracht van de Staten van Holland en West-Friesland ten behoeve van stadhouder Maurits van Oranje. De Mauritstoren bevatte de woonvertrekken van prins Maurits.

## Eerste jaren

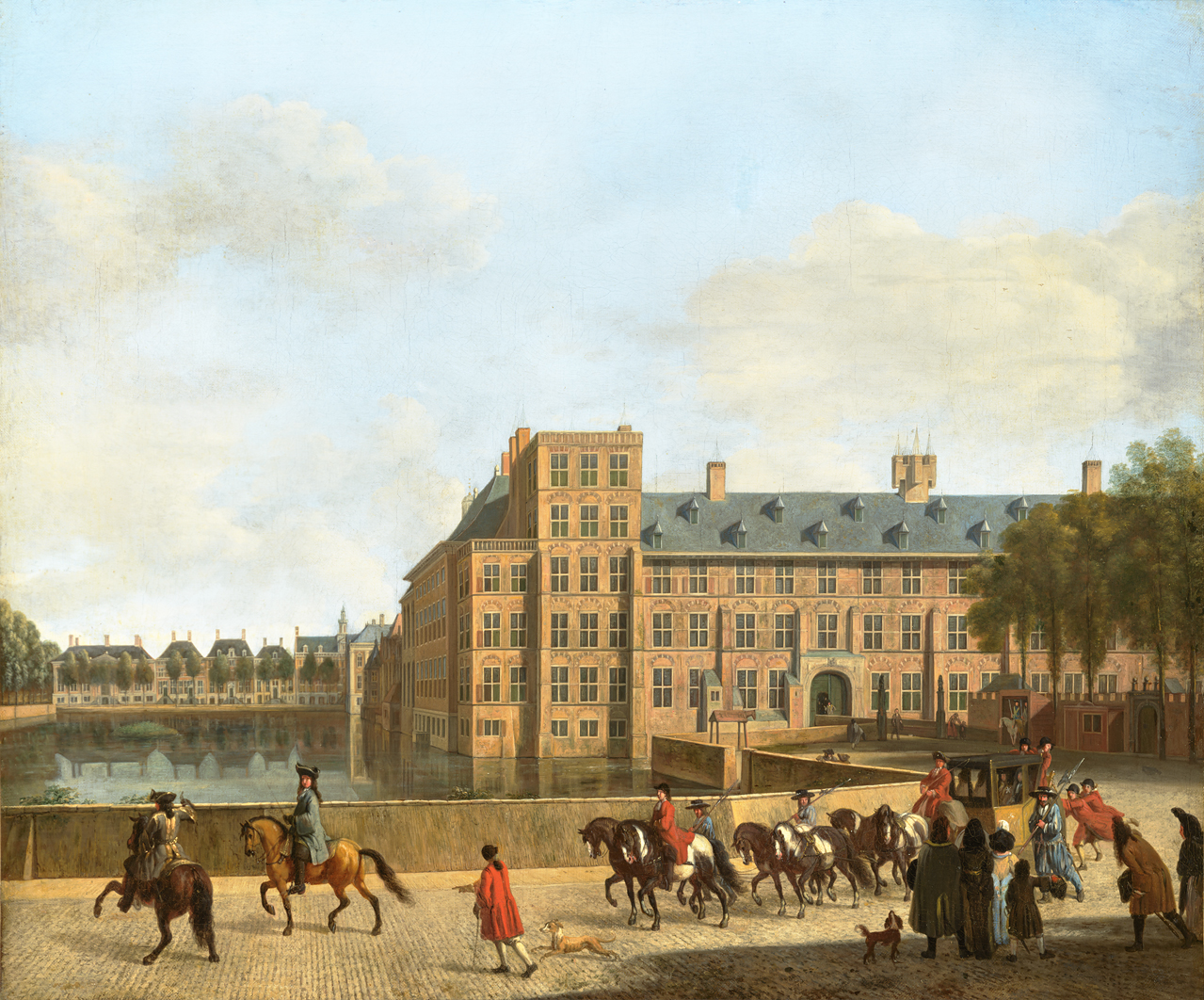
De Mauritstoren en het Binnenhof, gezien vanaf het Buitenhof in de 17e eeuw, geschilderd door Gerrit Berckheyde.

Op deze toren werd in 1608 door de Middelburgse brillenmaker Hans Lipperhey de oudst bekende verrekijker gedemonstreerd aan een gezelschap bestaande uit - toen nog graaf - Maurits van Nassau, zijn halfbroer Frederik Hendrik en de Spaanse legeraanvoerder Ambrogio Spinola. Dit gebeurde tijdens de vredesonderhandelingen voor het Twaalfjarig Bestand, dat het jaar erna zou ingaan.
Eveneens vanuit deze toren bekeek prins Maurits in 1619 de executie op het Binnenhof van staatsman en raadspensionaris Johan van Oldenbarneveldt. De Mauritstoren is onder prins Maurits en Frederik Hendrik uitgebouwd tot het stadhouderlijk kwartier dat thans deel uitmaakt van het gebouwencomplex van de Eerste Kamer der Staten-Generaal. Het stadhouderlijke kwartier was een paleis, dat bij het Binnenhof was gevestigd en door Maurits in 1585 in gebruik werd genomen toen het Binnenhof de zetel van de Staten-Generaal werd.

## ’s Lands Sterrenwacht (1756-1818)
In 1756 nam de hof-fysicus Samuel Koenig (1712-1757) het initiatief om op de Mauritstoren een astronomisch observatorium in te richten. Een kleine achtkantige houten ‘koepel’ werd eind dat jaar opgetrokken voor de berging van enkele sterrenkundige instrumenten. Deze stadhouderlijke sterrenwacht werd gesticht op een moment dat men zich in heel Europa opmaakte voor de waarneming van een door Edmond Halley voorspelde terugkeer van een komeet. Toen de astronoom Dirk Klinkenberg (1709-1799) in september 1757 op dit observatorium een nieuwe komeet waarnam, was de opwinding dan ook groot. Klinkenberg zelf wist echter al snel aan te tonen dat zijn komeet niet de befaamde Komeet van Halley was. Die zou pas een jaar later worden ontdekt. Na Koenigs dood werd de koepel in 1761 verstevigd en iets anders ingericht onder leiding van de filosoof en opticadeskundige Frans Hemsterhuis. Klinkenberg bleef echter de voornaamste waarnemer, al schijnt hij niet altijd medewerking van de hofhouding te hebben verkregen. Klinkenbergs laatst bekende observatiepoging op het stadhouderlijk observatorium dateert van november 1782, toen hij samen met Christiaan Hendrik Damen (1754-1793) de Mercuriusovergang trachtte waar te nemen, hetgeen door bewolking mislukte. Vanwege zijn verdienstelijke waarnemingen werd Klinkenberg in 1783 benoemd tot stadhouderlijk astronomus, een eretitel, die in 1747 voor het eerst was toegekend aan de Middelburgse astronoom Jan de Munck.

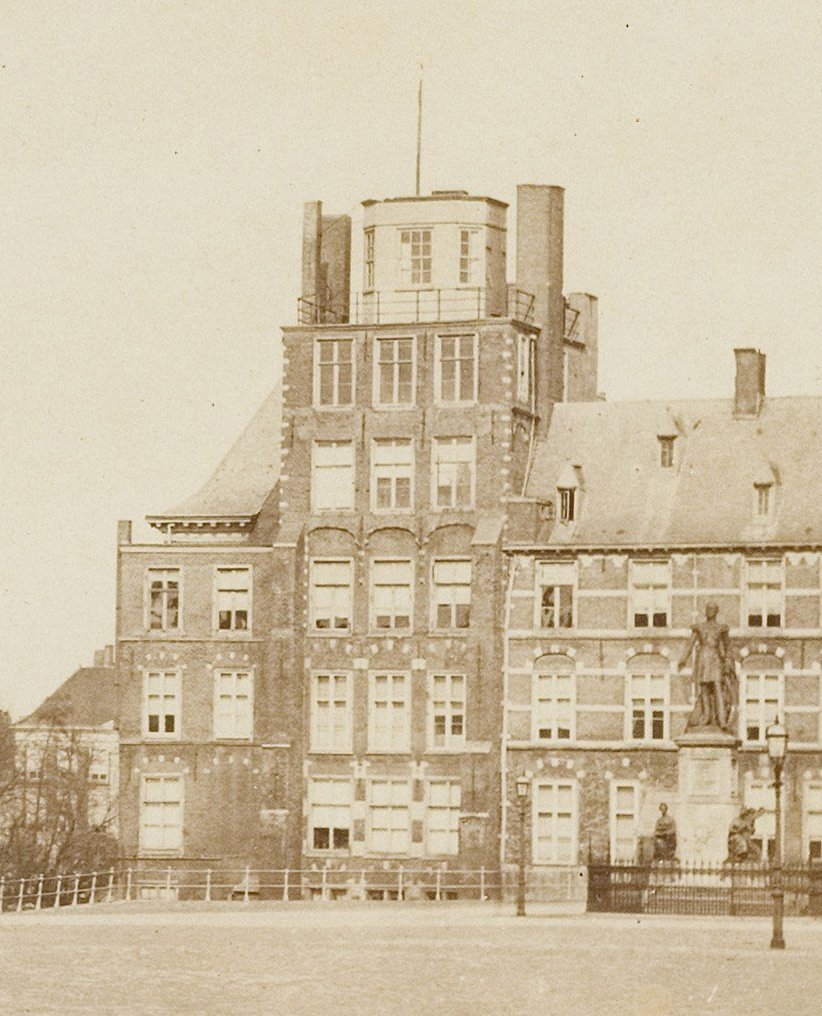
Mauritstoren met observatorium, gefotografeerd door M. Hille omstreeks 1860. De ´koepel´ is bij de verbouwing van het voormalige stadhouderlijk kwartier omstreeks 1870 gesloopt

In de Bataafsche tijd is het Haagse observatorium opnieuw in gebruik genomen door Johan Pieter Fokker, die in 1797 als 'representant van het volk van Zeeland' naar het Binnenhof was gekomen. Voor die tijd werkte hij als Lector in de Wis-, Natuur- en Sterrenkunde aan de Illustre School te Middelburg. In De Haag maakte Fokker een jaar later deel uit van het Uitvoerend Bewind, dat bij de staatsgreep van 12 juni 1798 werd afgezet. Na een kort verblijf in Zeeland, keerde Fokker terug naar Den Haag om daar mee te helpen bij de invoering van het metriek stelsel. In deze tijd gebruikte hij het Haagse observatorium om de sterrenkundige waarnemingen voort te zetten die hij eerder was begonnen op een van de torens van de Middelburgse abdij. In 1805 werd hij formeel benoemd tot 's Lands Astronomist. Twee jaar later publiceerde Fokker over een komeetwaarneming die hij had verricht op het Haagse observatorium, en nog in 1823 verschenen zijn ‘Heliometrische waarnemingen betreffende Jupiter en Saturnus over de jaren 1803 tot 1821’. Deze observaties zijn tot 1810 in Den Haag verricht, en daarna te Axel waar Fokker zich dat jaar als arts had gevestigd. 
Inmiddels had een onderzoek in 1818 naar de geschiktheid van de Haagse sterrenwacht voor de plaatsing van een grote spiegeltelescoop uitgewezen dat deze locatie daartoe volstrekt ongeschikt was. Na Fokker zijn er dan ook geen astronomische waarnemingen meer op dit observatorium verricht. 
In 1831, kort na de Belgische opstand, is het Haagse observatorium nog wel ingericht als semafoor, ofwel als eindpunt van een reeks optische telegrafen volgens een systeem bedacht door de ingenieur Antoine Lipkens. De gebeurtenissen in de Zuidelijke Nederlanden had de regering doen inzien dat een snel communicatiesysteem dringend vereist was. Eerdere op Franse leest geschoolde optische telegrafen waren in onbruik geraakt. Lipkens ontwierp nu een eenvoudiger systeem bestaande uit zes grote ronde panelen, bevestigd aan horizontale assen die uit de torens verspreid over het gehele land staken. Door de slimme manier van bedienen van de ‘Lipkens’ was het de snelste optische telegraaf die ooit is ontworpen. Met de komst van de elektrische telegrafie is dit systeem na 1845 in onbruik geraakt.

## Indeling
De toren kent een massief eikenhouten trappenhuis. Op de eerste verdieping van de Mauritstoren bevindt zich een kamer die onder Stadhouder Willem V is ingericht als eetkamer. Deze ruimte heeft lang dienstgedaan als ministerskamer ten behoeve van ministers die voor een debat in de Eerste Kamer aanwezig moesten zijn. Vele malen werden in deze kamer onderhandelingen gevoerd in het kader van een kabinetsformatie. Thans wordt de kamer gebruikt als fractiekamer van de CDA-fractie in de Eerste Kamer.
Op de tweede verdieping van de Mauritstoren bevindt zich thans de ambtenarenkamer ten behoeve van ambtenaren die ministers tijdens debatten in de Eerste Kamer ondersteunen. Op de derde verdieping is sinds 2014 het leeskabinet van de Eerste Kamer ondergebracht. Op de vierde verdieping is een ruimte van gelijke grootte.

## Staten van Holland
Achter de Mauritstoren werd in 1655 door de architect Pieter Post de vergaderzaal van de Staten van Holland en West-Friesland gebouwd. Deze zaal is sinds 1848 de vergaderzaal van de Eerste Kamer.
Op het dak van de Mauritstoren wapperen op dagen dat de Eerste Kamer in vergadering bijeen is de vlaggen van Nederland en de Europese Unie.